# Trasibulo di Atene
Trasibulo, figlio di Lico del demo di Stiria (in greco antico: Θρασύβουλος?, Thrasýbūlos, in latino Thrasybūlus; Atene, 455-440 a.C. circa – Aspendo, 388 a.C.), è stato un politico e militare ateniese.
Nell'ultima fase della Guerra del Peloponneso (la cosiddetta Fase Deceleica) fu uno dei capi della parte democratica.
Inviato a Samo nel 411 a.C. dal governo oligarchico dei Quattrocento, organizzò dall'isola, insieme agli alti gradi della flotta, il ritorno in patria: dopo aver chiesto ai compagni di giurare fedeltà alla democrazia ateniese, organizzò un governo alternativo sull'isola del quale fu nominato reggente e generale supremo della flotta insieme all'oplite Trasillo.
Pochi mesi dopo, nel 410 a.C., guidò la riscossa dei democratici i quali, dopo aver occupato il Pireo, facendo leva sul malcontento della popolazione ateniese, riuscirono a destituire il governo dei Quattrocento e a conseguire alcune importanti vittorie militari a Cinossema, Abido e Cizico.
Fu nuovamente esiliato dal governo dei Trenta Tiranni nel 404 a.C. e si rifugiò a Tebe, dove radunò e organizzò il partito degli oppositori democratici contro Crizia e il regime filospartano che aveva preso il potere ad Atene.
Nel 403 a.C. guidò la riscossa militare e politica della fazione democratica: dapprima con l'aiuto dei Tebani e di alcuni volontari prese il forte di File, al confine con l'Attica, poi conquistò per la seconda volta il Pireo dopo una brevissima resistenza a Munichia (un settore portuale del Pireo), mettendo fine al regime dei Trenta Tiranni.
Una volta ristabilito il potere democratico ad Atene, Trasibulo si impegnò a concedere un'amnistia a tutti coloro che erano stati coinvolti nel regime, per evitare ulteriori spargimenti di sangue. Tuttavia, dopo il ritorno della democrazia ci furono processi e condanne a morte, come quella di Socrate nel 399 a.C.
Negli anni 389-388 a.C. stabilì relazioni con diverse città dell'Asia, le quali arriveranno a stringere dei trattati di alleanza con Atene che sfoceranno nella costituzione della Seconda Lega marittima ateniese; nel corso di una spedizione navale morì ad Aspendo (Panfilia) nel 388 a.C.
Senofonte lo definì ἀνὴρ ἀγαθός anḕr agathòs, uomo giusto; certamente egli diede un grande contributo alla difesa della democrazia ateniese, alla pacificazione della città dopo la guerra civile e al seppur breve sviluppo egemonico ateniese tra gli anni 378-362 a.C.

## Biografia

### Vita privata e ascesa politica
Non è noto quasi nulla dell'infanzia di Trasibulo o tranne che suo padre si chiamava Lico e che era originario del demo di Stiria e che probabilmente nacque tra il 455 e il 440 a.C. Il fatto che poi ricoprì la carica di trierarca e che poté pagare una multa di 10 talenti indica chiaramente la sua agiatezza economica. Non è noto il nome della moglie né quello dei due figli o altro della vita personale.
La sua ascesa politica, che lo condusse a divenire uno dei leader della fazione democratica in Atene, non è suffragata da alcun dato antecedente al 411 a.C.
In ogni caso sono note le sue opinioni politiche: fu favorevole all'espansionismo ateniese e sostenitore della democrazia periclea con ideali spesso vicini al populismo.
Infine, osserva Plutarco nella Vita di Alcibiade, aveva "la voce più forte tra gli Ateniesi".

### Colpo di stato del 411 a.C.
Nel 413 a.C. il fallimento della Spedizione siciliana provocò un'improvvisa svolta nelle sorti di Atene la quale dovette far fronte alle rivolte nel suo impero e alla guerra con Sparta non avendo più né un esercito né una marina efficiente.
Nonostante la sconfitta, gli Ateniesi si accinsero al riarmo e ad una politica di contenimento delle spese per far fronte all'incerto avvenire ma ben presto dovettero affrontare una situazione del tutto nuova ovvero la defezione di numerosi alleati e la nascita di fortissimi contrasti interni.
Infatti, in un clima generale di crisi, gli aristocratici ateniesi, sempre più insofferenti per le istituzioni democratiche, iniziarono a tramare allo scopo di instaurare un regime oligarchico. Inoltre, ricordandosi del fatto che Alcibiade era stato esiliato dal governo democratico, cercarono di attirarlo nella trama anche per approfittare dei legami di questo con i satrapi persiani. Infine, consapevoli della necessità di ottenere il supporto delle forze armate, di stanza a Samo, tentarono di legare alla propria fazione il maggior numero possibile di ufficiali e soldati.
Quanto a Trasibulo, gli storici dibattono sul suo coinvolgimento nel complotto: Kagan, infatti, sostiene che fosse uno dei membri promotori, distaccatosi dal gruppo in protesta per i metodi violenti mentre R.J. Buck nega con decisione qualunque coinvolgimento.
Il colpo di stato ebbe successo ad Atene ove fu imposta la Boulé dei Quattrocento; a Samo, invece, i comandanti Leone, Diomedone, Trasibulo stesso oltre all'oplite Trasillo, si opposero , disarmarono i congiurati ed inviarono una nave ad Atene per annunciare l'accaduto, la trireme Paralo
Il governo oligarchico fece arrestare l'equipaggio della nave: questo indusse i soldati a deporre i generali e ad eleggere due soli strateghi, Trasibulo e Trasillo e, ritenendo che la città si fosse ribellata a loro, in quanto difensori del legittimo regime democratico, approvarono la continuazione della guerra contro Sparta.
Tra i primi atti di Trasibulo, si ricorda il richiamo dall'esilio di Alcibiade argomentando presso i soldati che Alcibiade era necessario ad Atene in quanto amico influente di Tissaferne, satrapo persiano della Caria e
al ritorno, Alcibiade fu nominato anch'egli stratego.
Frattanto, ad Atene, la notizia della rivolta dell'Eubea provocò la caduta del governo oligarchico dei quattrocento e la sua sostituzione con l'assemblea dei cinquemila, un governo moderato espressione di coloro i quali avevano reddito sufficiente per armarsi come opliti e che, quindi, escludeva i nullatenenti. Come primo atto il nuovo governo richiamò Alcibiade e tutti gli esiliati e comandò all'armata di Samo di tener duro.

### Comando militare
Nei mesi successivi a questi eventi, Trasibulo ottenne il comando della flotta insieme ad Alcibiade e Teramene.
Nella battaglia di Cinossema, estendendo il proprio fianco, riuscì ad evitare l'accerchiamento dell'intera squadra navale e quindi ad ottenere la vittoria. Ottenne un secondo successo nella Battaglia di Abido in cui comandò ancora un'ala della flotta.

Strategia ateniese nella battaglia di Cizico: Alcibiade attira la flotta spartana (in nero) in mare aperto. Trasibulo e Teramene si portano alle terga degli spartani accerchiandoli.

Nella Battaglia di Cizico fu, ancora una volta al comando di una parte della flotta. Nello scontro, Alcibiade attirò, con una piccola squadra, in mare aperto la marina spartana finché Trasibulo e Teramene si affiancarono alla retroguardia nemica bloccandole la ritirata.
Gli spartani, costretti a fuggire su una spiaggia vicina, furono attaccati da Alcibiade e da una compagnia di soldati ateniesi, sbarcati dalle navi allo scopo di catturare la marina nemica. I lacedemoni, tuttavia, appoggiati da truppe persiane, ben presto riuscirono a far arretrare le truppe ateniesi; Trasibulo, nel tentativo di alleviare la pressione su Alcibiade, ordinò al collega Teramene di seguirlo insieme alle truppe per sbarcare, ognuno da lati opposti dello scontro, e portare rinforzi ad Alcibiade. Alla fine, spartani e persiani, accerchiati da ogni lato per l'arrivo delle truppe di Teramene e Trasibulo, furono costretti a retrocedere, abbandonando nelle mani del nemico l'intera flotta.
A seguito di tali successi, Trasibulo ottenne il comando anche per gli anni 409 e 408 a.C. ma le sue azioni restano difficili da riscontrare.
Fu inviato in Tracia allo scopo, pienamente riuscito, di rafforzare le posizioni ateniesi nella regione e riprendere l'afflusso dei tributi ad Atene.
Nel 407 a.C. fu mandato, al comando di una flotta, ad assediare Focea ma la sconfitta di Nozio, che portò alla caduta e all'esilio di Alcibiade, lo costrinse a levare il campo. Sebbene non avesse avuto nessun ruolo nella sconfitta, Trasibulo perse il comando o non fu rieletto, né ricoprì alcuna carica pubblica fino alla fine della guerra.

### Ruolo nella Battaglia delle Arginuse
Nel 406 a.C. dovette, insieme a Teramene, sostenere l'assai onerosa liturgia della trierarchia, ed in tale veste partecipò alla flotta incaricata di sostenere l'ammiraglio Conone, assediato dal navarco spartano Callicratida presso Mitilene.
Le due flotte si scontrarono nella battaglia delle Arginuse e fu Atene ad ottenere la vittoria, sia pure a caro prezzo.
Dopo la battaglia, gli strateghi partirono con il grosso delle navi per distruggere quanto restava della marina spartana e lasciarono sul posto uno squadrone al comando di Trasibulo e Teramene per recuperare i superstiti.
L'operazione fu, tuttavia, vanificata da una tempesta improvvisa che inghiottì la forza di soccorso di terra e un gran numero di Ateniesi: morirono da mille a cinquemila Ateniesi, secondo le fonti antiche.
Nacque uno scandalo che degenerò in un processo pubblico che si concluse, grazie anche all'abilità oratoria di Teramene, al riconoscimento della colpa per gli strateghi che furono giustiziati. Teramene fu assolto insieme a Trasibulo il quale, tuttavia, sembra non si sia fatto coinvolgere dal feroce dibattito tra Teramene e gli ammiragli.

### Contro i Trenta Tiranni
Nell'aprile 404 a.C., a seguito della disastrosa disfatta di Egospotami, Atene, ormai esausta, fu costretta alla resa e ad accettare, oltre allo smantellamento delle Lunghe Mura e al disarmo della flotta, anche il richiamo degli esuli che erano stati cacciati con la caduta del governo dei Quattrocento; qualche mese dopo fu instaurato un nuovo governo oligarchico, conosciuto come il regime dei Trenta tiranni.
Ben presto tale governo virò verso un conservatorismo radicale, fino a reprimere nel sangue ogni forma di dissidenza, sia democratica, sia moderata, come quella intrapresa da Teramene, che pure era membro dei Trenta; molti Ateniesi, temendo per la propria vita, fuggirono a Tebe.
Trasibulo, che era stato tra i primi a contrastare l'oligarchia, fu tra coloro che lasciarono la città; a Tebe poté ottenere l'appoggio del polemarco Ismenia e già dopo pochi mesi, insieme a 70 esuli, nell'inverno 404-403 passò il confine tra Attica e Beozia e si impadronì di File, una fortezza estremamente importante.
Approfittando del fatto che una tempesta di neve aveva impedito ai Trenta di reagire, Trasibulo rafforzò le proprie truppe e, quando la guarnigione spartana di Atene e la cavalleria dei Trenta furono inviate contro di lui, una mattina fece nel loro campo, riuscendo ad uccidere circa centoventi opliti e tre cavalieri.
Pochi giorni dopo, Trasibulo contrattaccò fino a giungere a Munichia, una collina che domina il Pireo, e la fece fortificare, attendendo l'attacco dei nemici.
I Trenta, dotati di una forte superiorità numerica, cercarono di reagire, ma le forze di Trasibulo tennero le posizioni; la battaglia che seguì si concluse con la vittoria degli esuli e la morte di Crizia, il capo dei Trenta.
Dopo questa vittoria i Trenta fuggirono ad Eleusi, mentre i Tremila (i cittadini di pieno diritto scelti da loro) elessero dieci magistrati come loro successori e continuarono a resistere in Atene; sia i Trenta sia i Dieci chiesero quindi aiuto a Sparta. Giunse per primo Lisandro, ma il re Pausania, invidioso del suo potere, convinse tre dei cinque Efori a mandare lui al suo posto e presto giunse ad Atene con un esercito composto da tutti i Peloponnesiaci eccetto i Beoti e i Corinzi, rifiutatisi di partecipare alla spedizione.
Il re riuscì, con forti perdite, a sconfiggere gli esuli e in settembre impose una pacificazione tra democratici e oligarchi: ad Atene fu restaurata la democrazia e fu dichiarata l'amnistia per i reati non di sangue commessi durante il periodo precedente, salvo che per i Trenta, gli Undici (i funzionari addetti alle condanne a morte sotto i Trenta) e i Dieci magistrati che controllavano il Pireo prima che fosse preso dai democratici; tutti coloro che lo desideravano, invece, poterono trasferirsi entro un certo termine nella repubblica oligarchica di Eleusi.
Secondo Cornelio Nepote Trasibulo, per tale comportamento umano e tollerante, per aver impedito una brutale rappresaglia da parte dei democratici e per aver riconciliato gli Ateniesi, fu insignito dal popolo di una corona fatta con due rami d'olivo.

### La restaurazione democratica
Secondo Senofonte Trasibulo, subito dopo la pacificazione, salì sull'acropoli per fare un sacrificio ad Atena e poi tenne un discorso al popolo: in esso, dopo aver rievocato tutti i misfatti commessi dai Trenta, invitò i suoi sostenitori a rispettare le clausole della pacificazione, concludendo con un invito al ritorno delle "vecchie leggi" (in greco antico: τοῖς νόμοις τοῖς ἀρχαίοις?).
Nei mesi e anni successivi, non descritti da Senofonte ma raccontati abbastanza brevemente da Aristotele e ricostruibili grazie anche ad alcune orazioni di Lisia, si accese la lotta tra i democratici radicali di Trasibulo e i moderati di Archino.
Come politico Trasibulo sostenne subito una politica assai più radicale di quella che il popolo era disposto ad accettare. Aristotele racconta che una delle sue prime azioni dopo la fine della guerra civile, il cosiddetto "decreto di Trasibulo", che mirava a dare la cittadinanza a tutti coloro che erano rientrati ad Atene coi democratici (compresi coloro che, come sottolinea Aristotele, "erano chiaramente degli schiavi"), era stato revocato da Archino con un'accusa di incostituzionalità, la graphe paranomon; secondo lo storico Luciano Canfora le parole di Aristotele sembrano quasi tratte dal testo dell'accusa di Archino.

### Ultime campagne e morte
Inizialmente Trasibulo mantenne una politica di neutralità nei confronti di Sparta, ma quando fu prospettato l'appoggio persiano fu tra i primi a proporre l'ingresso nella guerra di Corinto contro Sparta.
In questi anni si cominciò a ricostruire le Lunghe Mura grazie all'oro persiano portato ad Atene da Conone e Trasibulo comandò i contingenti ateniesi nelle battaglie di Nemea e di Coronea, che però furono vinte dagli Spartani.
Le sconfitte provocarono la sua sostituzione, in qualità di comandante militare delle forze ateniesi, con Conone, la cui vittoria navale a Cnido aveva distrutto la flotta spartana.
Per alcuni anni Trasibulo si tenne distante dalla politica, ma, quando nel 392 a.C. Conone morì a Cipro dopo essere stato imprigionato dal satrapo Tiribazo, Trasibulo, che si era opposto alle proposte di pace che erano state avanzate, riottenne grande prestigio.
Nel 389 a.C. Trasibulo fu inviato per tutto il mar Egeo a capo di una flotta allo scopo di riscuotere tributi e portare appoggio a Rodi, insorta contro Sparta.
In tale campagna Trasibulo, nell'ottica di restaurare l'antico impero di Atene, conquistò Bisanzio, impose un dazio sulle navi che attraversavano l'Ellesponto e raccolse un tributo da molte delle isole dell'Egeo.
L'anno seguente condusse la sua flotta fino ad Aspendo, di cui fece devastare i campi; di notte, però, gli abitanti della città fecero una sortita ed uccisero Trasibulo nella sua tenda.
La sua morte pose fine ai successi ateniesi in quanto i Persiani, che temevano la rinascita dell'impero ateniese, ritornarono dalla parte di Sparta ed imposero la pace di Antalcida, che ridiede a Sparta il controllo della Grecia in cambio della cessione alla Persia delle poleis della costa asiatica.

## Giudizio storico
Trasibulo è stato ampiamente riconosciuto come un comandante militare di successo.
Infatti, anche se la maggior parte dei principali storici antichi assegna il merito delle vittorie ateniesi del 411-408 a.C. ad Alcibiade, altri, come Cornelio Nepote, sottolinearono il suo ruolo decisivo.
Alcuni storici moderni, come Donald Kagan e R.J. Buck, privilegiano quest'ultima impostazione fino ad affermare che solo l'intervento di Trasibulo trasformò Cizico, una potenziale sconfitta, in una schiacciante vittoria ateniese, salvando peraltro la vita allo stesso Alcibiade.
Nella sua carriera politica Trasibulo difese sempre la democrazia contro i suoi avversari: fu uno dei pochi cittadini eminenti cui i Samii diedero fiducia per difendere le istituzioni e la flotta che poi condusse alla vittoria contro i Quattrocento.
In seguito Trasibulo rischiò la vita nella sua opposizione ai Trenta, quando pochissimi altri l'avrebbero fatto, e le sue azioni furono essenziali per la restaurazione della democrazia.
(Cornelio Nepote, De Viris Illustribus, Trasibulo, 1)
Inoltre John Fine considera la clemenza mostrata da Trasibulo e dagli altri democratici dopo la vittoria come contributo fondamentale per restituire la stabilità al governo ad Atene.
Infatti, mentre in molte poleis in tutto il mondo greco la stabilità si ruppe in un circolo vizioso di guerra civile e di rappresaglie, Atene, fino alla fine del IV secolo a.C., rimase unita e democratica. La democrazia, anche se interrotta più volte da rivoluzioni, durò infatti per molti secoli, fino all'epoca romana.
In tal modo Trasibulo ottenne ampi elogi come patriota, leader leale e democratico fino alla morte. La sua visione di restaurare l'impero ateniese è, invece, oggetto di critiche, in quanto Atene non aveva risorse per sostenere una nuova politica imperialistica.
R.J. Buck, al riguardo, suggerisce che Trasibulo, che raggiunse la maggiore età durante il governo di Pericle, nei giorni di massimo splendore della democrazia e dell'impero, non avrebbe mai accettato le perdite subite durante la guerra e avrebbe fatto di tutto per rinnovare quei tempi ormai lontani.
In conclusione Trasibulo fu un generale capace, particolarmente portato alla guerra navale, e anche un buon oratore, anche se spesso fu messo in ombra da leader dotati di maggior successo o carisma; lo storico Buck, lo paragonò a Winston Churchill sottolineando tra le somiglianze il fatto che entrambi erano stati sostenitori di una politica imperiale che con il tempo si sarebbe rivoltata contro di loro. Trasibulo, durante i suoi due decenni di politica, rimase sempre fermo sostenitore della democrazia imperiale ateniese, e morì nel combattere per la stessa causa che aveva sostenuto già nel 411.